# Youth Group
Youth Group — рок-группа, основанная в конце 90-х в городе Сидней, Австралия.

## История группы
Изначально в состав группы входили Тоби Мартин (вокал, ритм гитара), Дэнни Ли Аллен (ударные), Пол Мерфи (соло-гитара), Энди Кассель (бас гитара). Текущий гитарист Камерон Эмерсон-Эллиот и басист Патрик Мэтьюс вступили в группу в 2004 году.
Басист Кассель покинул группу в 2003 году, так как хотел заняться деятельностью в Ivy League Records. Пол Мерфи покинул группу в 2003 году по причине творческих разногласий с остальными членами группы. Нынешний гитарист Кэмерон Эмерсон-Элиотт до присоединения к Youth Group играл в группе John Reed Club и знал Мартина со времен их совместной учёбы в колледже, где они вдвоем сочиняли песни, их дуэт назывался The Morrison Brother. Басист Патрик Мэтьюс до того, как присоединится к Youth Group, играл в группе The Vines.

## Звучание
Звучание Youth Group весьма своеобразно, его можно сравнить, например, с The Strokes и Эллиоттом Смитом. Оно объединяет элементы таких жанров, как инди-рок и альтернативный рок. Отличительной особенностью Youth Group являются вокал и тексты Тоби Мартина.

## Urban & Eastern (2000)
Первый альбом группы, выпущенный в 2000 году на лейбле Ivy League Records, назывался Urban & Eastern. Был известен только в Австралии, так как за её пределами не издавался.

## Epitaph Records
Группе повезло, когда их следующий альбом Skeleton Jar услышал Брэтт Гуревич (Brett Gurewitz) из Epitaph Records и решил сотрудничать с ними.
Skeleton Jar был первым альбомом, который издавался за пределами Австралии. Это позволило группе получить более широкую известность.
В 2003 году группа выступила на нескольких американских музыкальных фестивалях.
Наиболее широкую известность группа получила благодаря синглу «Forever Young», кавер-версия песни 1984 года группы Alphaville, его часто включали во множество телевизионных передач и сериалов — таких, как «Одинокие сердца», «Холм одного дерева» и так далее.
В июле 2006 года Youth Group выпустили их третью пластинку под названием Casino Twilight Dogs, которая включала в себя два предшествующих сингла: «Forever Young» и «Catching and Killing». Альбом стартовал с 10 строчки чарта ARIA.
Группа также поддерживала Coldplay, Kings of Leon и Interpol во время их туров по Австралии.
В 2007 году песня «Daisy Chains» была включена в саундтрек сериала «Холм одного дерева», 16-й эпизод 4-го сезона «You Call It Madness, But I Call It Love».
Их четвёртый альбом The Night is Ours был выпущен в июле 2008 года.
Существует мнение, что название Youth Group интерпретация названия шотландской группы Teenage Fanclub, которые оказали большое влияние на музыкальные предпочтения Мартина.
Youth Group дважды гастролировала по Америке, прежде чем уйти в творческий отпуск. Хотя все участники группы находятся в хороших отношениях, они решили сосредоточиться на своей сольной карьере.
Тоби Мартин выпустил свой сольный альбом под названием Love’s Shadow, ударник Дэнни Ли Аллен переехал в Нью-Йорк, где играет вместе с We Are Scientists и The Drums.

## Дискография
Альбомы:
- Urban & Eastern (2000)
- Skeleton Jar (2004)
- Casino Twilight Dogs (2006)
- The Night is Ours (2008)